# Autoroute A71 (France)
Pour les articles homonymes, voir A71.
L'autoroute A71 (appelée aussi L'Arverne) est une autoroute reliant Orléans dans le Loiret à Clermont-Ferrand dans le Puy-de-Dôme. Elle est longue de 290 kilomètres.

## Caractéristiques
L'autoroute A71 est à péage. Elle est gérée par Cofiroute entre Orléans et l'échangeur de Bourges inclus (couverture 107.7 FM Radio Vinci Autoroutes) et par Autoroutes Paris-Rhin-Rhône de Bourges à Clermont-Ferrand (couverture Autoroute Info). Seule la portion entre les sorties 15 et 16 est gratuite mais gérée par APRR.
Elle est intégralement à 2 × 2 voies, sauf sur la déviation d'Orléans, sur la portion entre l'échangeur de l'autoroute A20 et A85 au nord de Vierzon et au sud du péage de Clermont-Barrière (Gerzat) où ces sections sont aménagées à 2 × 3 voies.
La vitesse limite maximale est de 130 km/h sauf après le péage de Gerzat où elle est limitée à 110 km/h et au niveau d'Orléans où un radar automatique a été implanté et au franchissement la vitesse maximale à ne pas dépasser est 110 km/h.
L'autoroute se scinde au niveau de l'A711, où elle est prolongée par l'A75 jusqu'à Béziers.
En parcourant l'autoroute entière sans prendre de sortie, l'A71 est très pauvre en péage de pleine voie (seulement un péage, celui de Gerzat en direction de Clermont-Ferrand), mais très fournie en aire de repos / service.
L'autoroute A71 fait partie de trois routes européennes :
- la route européenne 9 entre Orléans et Vierzon ;
- la route européenne 11 entre Vierzon et Clermont-Ferrand ;
- la route européenne 62 entre l'échangeur avec l'A714 et l'A79 (tronc commun avec la RCEA).
- la route européenne 70 entre Combronde et Gerzat.

## Historique

### Les variantes de tracé entre Bourges et Clermont-Ferrand
Dans les années 1970, plusieurs variantes de tracé ont été établies entre Bourges et Clermont-Ferrand. Certaines variantes passaient au plus près de Montluçon tandis que d'autres, écartées, auraient pu améliorer les dessertes de Nevers, Moulins et Vichy.

### Mise en service des tronçons
La toute première section de l'autoroute a été mise en service en 1973 (entre l'autoroute A10 et La Chapelle-Saint-Mesmin). Son prolongement jusqu'à l'actuelle sortie 2 l'est à son tour le 26 mars 1980,.
Le tronçon d'Orléans à Salbris est inauguré le 24 octobre 1986 et mis en service le même jour même s'il a été ouvert du 27 juin au 1er juillet de cette même année pour les départs en vacances.
Côté auvergnat, l'autoroute A71 est mise en service entre Montmarault et Clermont-Ferrand (entre les sorties 11 et 17) le 29 octobre 1987. Elle est prolongée jusqu'à la sortie 9 (Vallon-en-Sully) le 11 décembre 1988.
La section de Salbris à Bourges ouvre le 29 juin 1989 ; la dernière section ouvre le 11 décembre 1989.
La construction de l'autoroute, sur la section concédée à APRR, a entraîné le remembrement de 50 000 hectares de terres agricoles dont 34 000 pris en charge par la société d'autoroutes.
Mise en service des tronçons
- 26 mars 1980 : Orléans (A10) – Olivet (sortie 2)[2]
- 1986 : Orléans (sortie 2) – Salbris (sortie 4)
- 1987 : Montmarault (sortie 11) – Clermont-Est (sortie 17) (71 km)
- 1988 : Forêt-de-Tronçais (sortie 9) – Montmarault (sortie 11) (38 km)
- 1989 : Bourges (sortie 7) – Forêt-de-Tronçais (sortie 9) (70 km)

### Après l'ouverture
Début 2006, la section comprise entre l'échangeur avec l'autoroute A89 (au niveau de la bifurcation de Combronde) et l'échangeur avec cette même autoroute, peu avant la sortie 15, est double-numérotée A71-A89, à la suite de l'ouverture de l'A89 entre les échangeurs de Saint-Julien-Sancy et de Combronde. Les kilométrages sont inchangés sur l'autoroute A71.
La portion comprise entre les sorties 7 et 8 (Bourges et Saint-Amand-Montrond), longue de 41,5 kilomètres, est la plus longue portion autoroutière de France sans entrée ni sortie ni échangeur autoroutier.
Dans le cadre du plan de relance autoroutier de 2015, l'échangeur 11 de Montmarault est modifié afin de permettre un accès direct à l'autoroute A79 en direction de Moulins et de Mâcon. Un avenant à la concession, publié dans un décret du 21 août 2015, confie la construction de l'échangeur direct à APRR, qui en assure l'entretien depuis le 27 mars 2018. Cet échangeur est inauguré le 5 août 2021. Les travaux ont coûté 90 millions d'euros.

### Élargissements

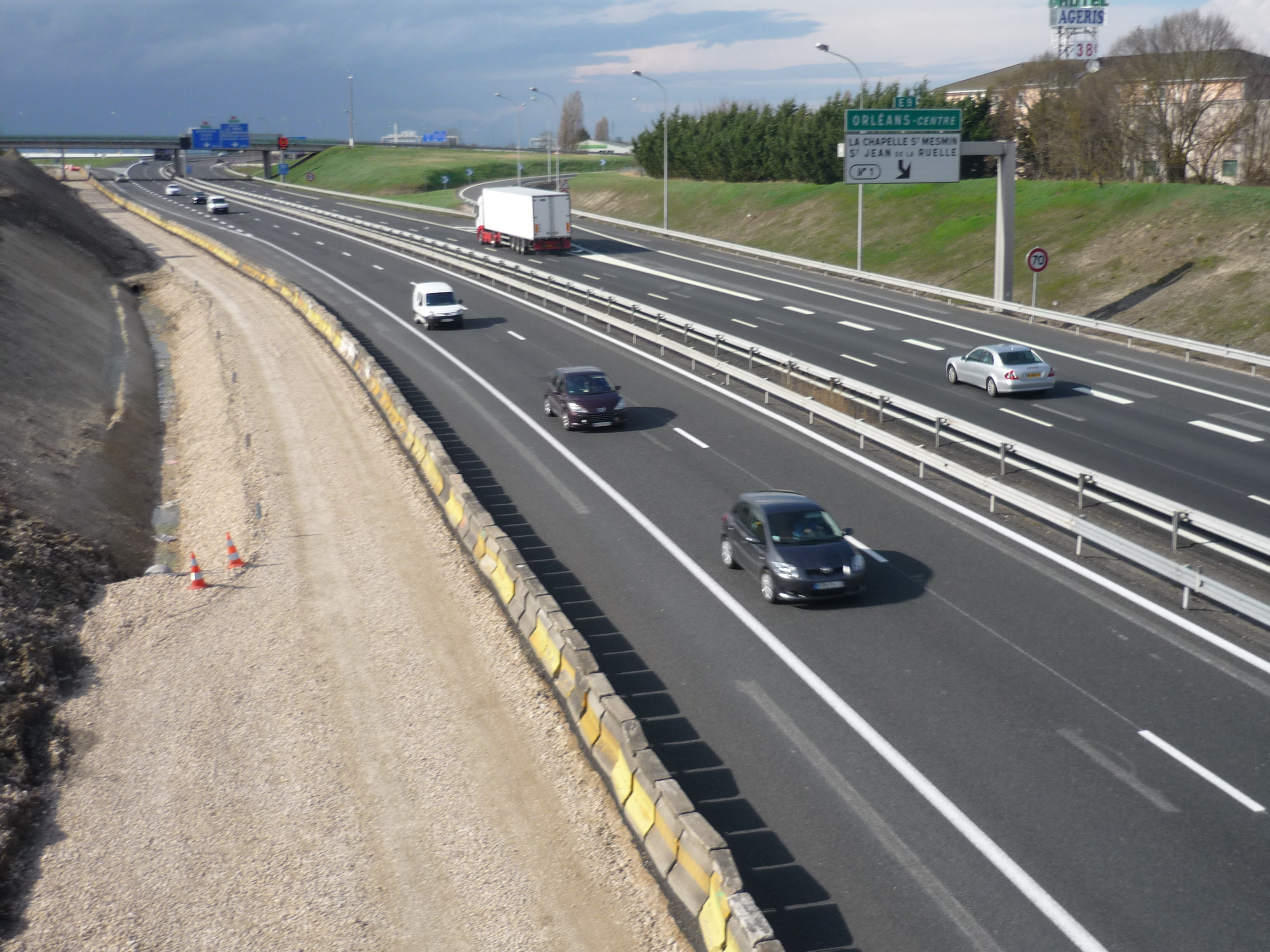
Troisième voie en construction au droit de la sortie 1 en mars 2010.

L'autoroute A71 a été construite « sans prévision d'une mise à 2 × 3 voies » ; plusieurs élargissements ont été menés par les deux sociétés d'autoroutes.
Dans l'agglomération d'Orléans, Cofiroute a engagé l'élargissement de l'autoroute A71 entre les échangeurs 1 (Orléans-Centre) et 2 (Olivet), par la construction d'une troisième voie sur 6 km, afin de fluidifier le trafic et de réduire les émissions de CO2. Ce chantier a entraîné le dédoublement du pont sur la Loire. La livraison a eu lieu fin 2010.
À l'entrée de Clermont-Ferrand, les derniers kilomètres de l'A71 ont été élargis à 2 × 3 voies, entre la barrière de péage de Gerzat et l'autoroute A75. Menés par APRR, les travaux préparatoires sont intervenus fin 2012 et la mise en service complète a eu lieu le 22 décembre 2014. Le coût de cet aménagement est de 78 millions d'euros HT. L'élargissement a été opérationnel d'abord le 10 juillet 2014 entre la barrière de péage de Gerzat, qui a dû être remanié (quatre voies par sens réservées au télépéage sans arrêt et franchissables à 30 km/h) et l'échangeur avec l'A89 au nord-est de Clermont-Ferrand) puis le 22 décembre entre ce même échangeur et l'A75. Les travaux ont nécessité « des emprises supplémentaires », l'élargissement se faisant au-delà de la plate-forme préexistante, et douze ouvrages d'art ont dû être traités.
Entre Theillay et Vierzon, le fort trafic entre deux échangeurs autoroutiers (A85 et A20) nécessite d'élargir l'autoroute à trois voies dans chaque sens. Ce projet a nécessité deux ans d'études et de concertation ; il a été inauguré le 1er juillet 2015.
Au sud de Gannat, un autre élargissement, de deux à trois voies, a été planifié sur sept kilomètres dans le sens Clermont – Paris. Il est mis en service en mai 2018 ; la vitesse maximale est par ailleurs relevée de 110 à 130 km/h.

## Parcours
Section concédée à Cofiroute et payante.
- Échangeur entre A71 et A10 à 0 km : Paris, Le Mans, Chartres, Fontainebleau, Orléans - nord Bordeaux, Tours, Blois (km 98)
  -  Limitation à 90 km/h
- 1 Orléans - centre à 1 km : Orléans, La Chapelle-Saint-Mesmin, Saint-Jean-de-la-Ruelle (km 99)
  -  2 × 3 voies
  -  Limitation à 110 km/h
- Pont de l'A71 sur la Loire
  -  Limitation à 130 km/h
- 2 Olivet à 7 km : La Ferté-Saint-Aubin, Olivet, Orléans - La Source, Orléans - Sologne (parcs d'activités) (km 105)
  -  2 × 2 voies
  -  Aires de repos du Bois de Bailly (sens  Orléans-Clermont),  du Bois du Télégraphe (sens Clermont-Orléans)

Passage du département du Loiret à celui de Loir-et-Cher.
- Aires de service de Chaumont-sur-Tharonne (sens Orléans-Clermont),  de La Ferté-Saint-Aubin (sens Clermont-Orléans)
- 3 Lamotte-Beuvron à 40 km : Lamotte-Beuvron, La Ferté-Saint-Aubin, Nouan-le-Fuzelier, Neung-sur-Beuvron, Vouzon (km 137)
  -  Aires de repos de l’Étang du Maras (sens  Orléans-Clermont),  de la Briganderie (sens Clermont-Orléans)
  -  Aires de repos des Maremberts (sens  Orléans-Clermont),  de la Saulot (sens Clermont-Orléans)
- 4 Salbris à 59 km : Salbris, Neung-sur-Beuvron, Romorantin-Lanthenay (km 157)
  -  Aires de service de Salbris-Theillay (sens Orléans-Clermont),  de Salbris-la-Loge (sens Clermont-Orléans)
- Pont sur la Rère
- Échangeur entre A71 et A85 à 74 km : Nantes, Tours, Blois, Romorantin-Lanthenay (km 172)
  -  2 × 3 voies

Passage du département de Loir-et-Cher à celui du Cher.
- Échangeur entre A71 et A20 ( 5 Vierzon - nord) à 80 km : Toulouse, Limoges, Châteauroux, Vierzon - centre (km 177)
  -  2 × 2 voies
- 6 Vierzon - est à 86 km : Vierzon, Mehun-sur-Yèvre (km 184)
  -  Aires de repos de Quincy (anc. des Croquettes) (sens  Orléans-Clermont),  de la Chaussée de César (sens Clermont-Orléans)
  -  Aires de service de Bourges - Sainte-Thorette (sens Orléans-Clermont),  de Bourges - Marmagne (sens Clermont-Orléans)
- (en projet)  6.1 Bourges - ouest : Bourges, Marmagne
- 7 Bourges - sud à 112 km : Bourges, Issoudun, Saint-Florent-sur-Cher, Saint-Doulchard, Nevers (km 210)

Section concédée à APRR et payante (sauf entre la sortie 14 et l'A75).
- Aires de repos du Gîte aux Loups (sens  Orléans-Clermont),  du Bois des Dames (sens Clermont-Orléans)
- Pont sur le Cher

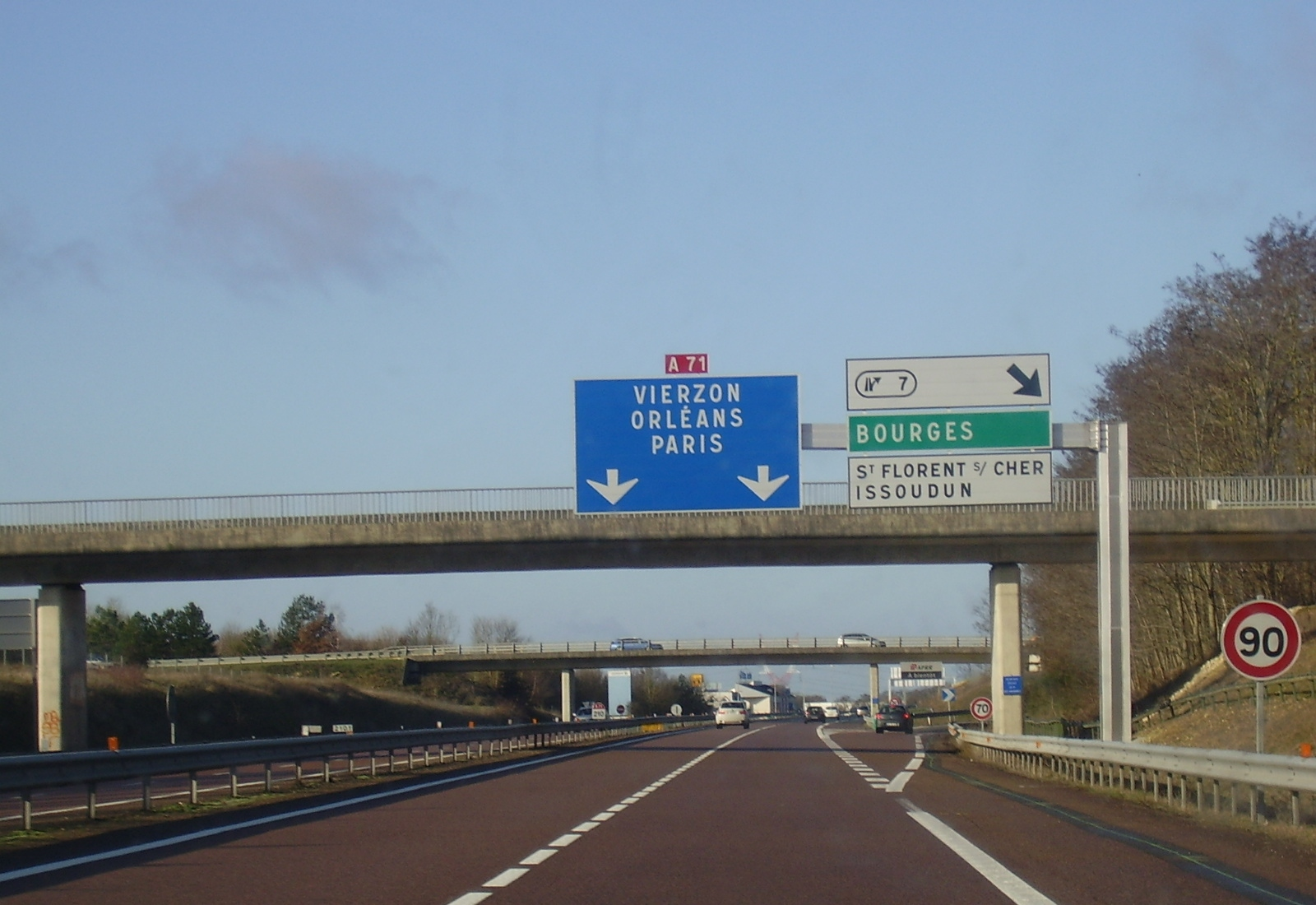
Échangeur de Bourges en direction de Paris en décembre 2009.

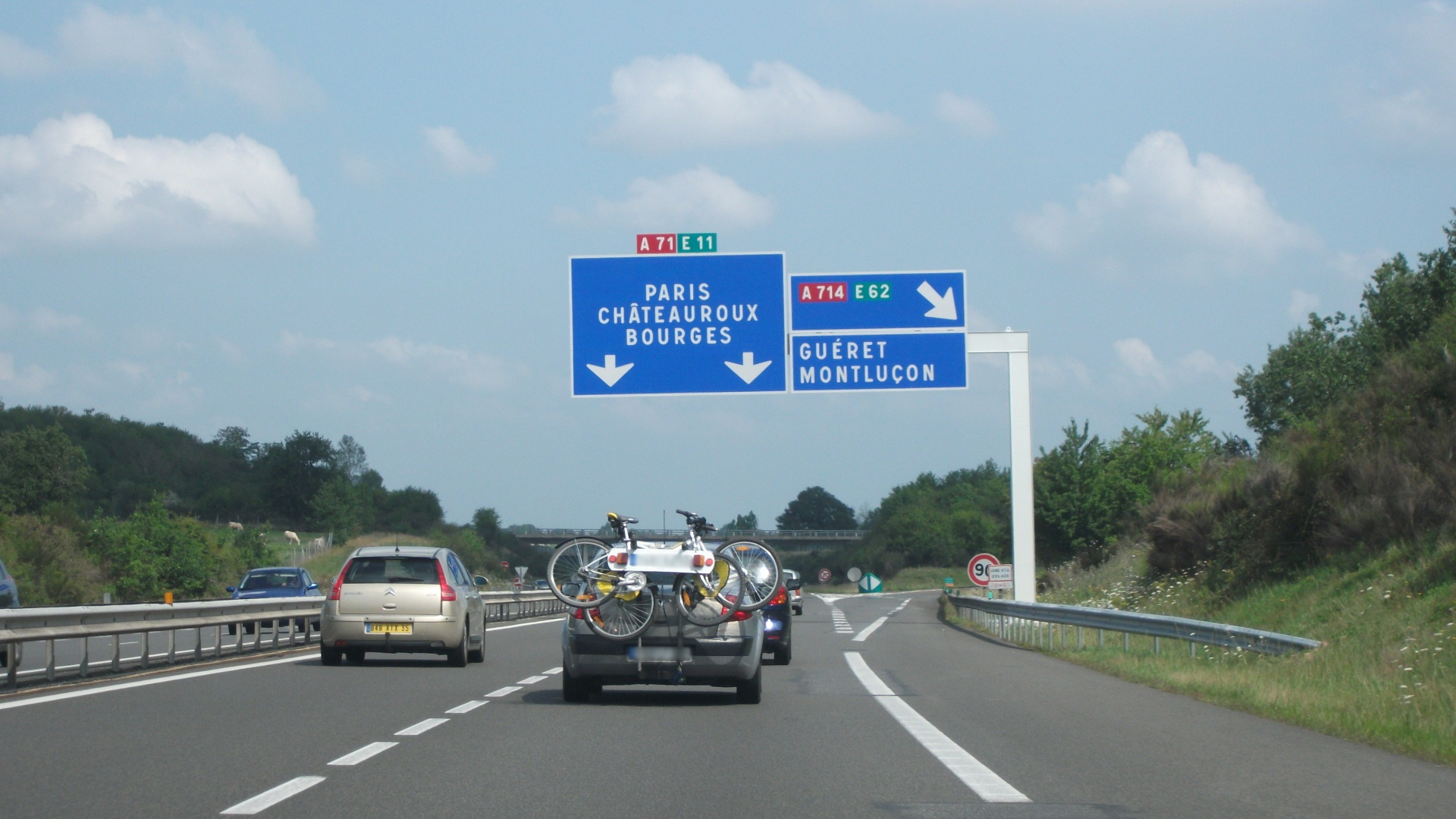
Échangeur avec l'A714 en direction de Paris en juillet 2011.

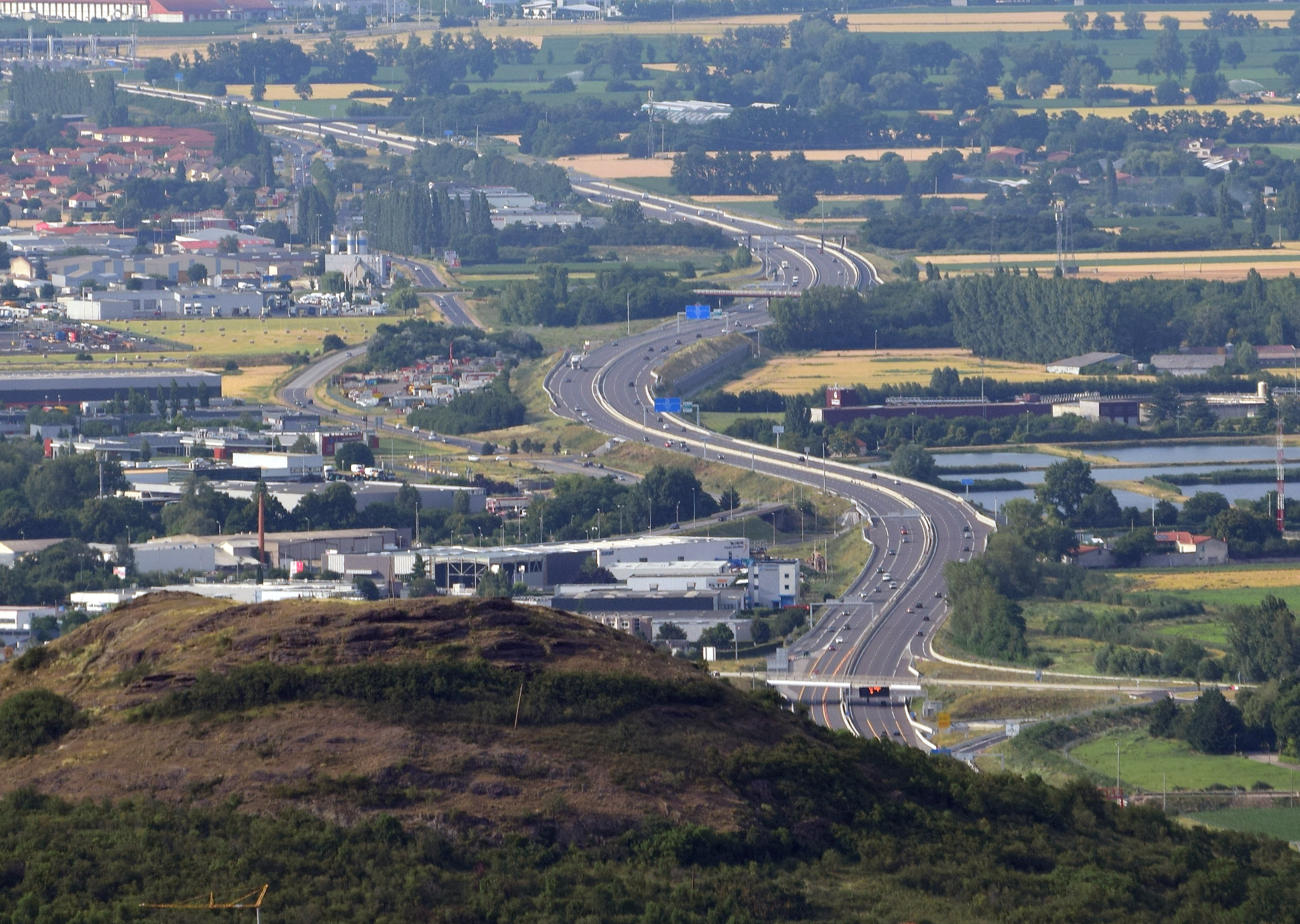
Les premiers kilomètres de l'autoroute A71 à Clermont-Ferrand en 2017.

  -  Aires de service du Centre de la France (Farges-Allichamps) (sens Orléans-Clermont),  du Centre de la France (Bruère-Allichamps) (sens Clermont-Orléans)
- 8 Saint-Amand-Montrond à 154 km : Saint-Amand-Montrond, Châteauroux (km 251)

Passage du département du Cher à celui de l'Allier. Passage de la région Centre-Val de Loire à celui de l'Auvergne-Rhône-Alpes.
- Aires de repos du Grand Meaulnes (sens  Orléans-Clermont),  de Vallon (sens Clermont-Orléans)
- Pont sur le Cher, commune de Nassigny
- 9 Forêt de Tronçais à 183 km : Vallon-en-Sully, Montluçon (km 280)
- Échangeur entre A714 et A71 à 197 km : Guéret (RN 145), Montluçon (km 295)
  -  Aires de service de l'Allier (Doyet) (sens Orléans-Clermont),  de l'Allier (Saulzet) (sens Clermont-Orléans) (km 304)
- Échangeur entre A71 et A79 +  11 Montmarault à 219 et 220 km (km 317 et 318) : 
  - A79 : Mâcon, Moulins, Bourbon-l'Archambault
  -  11 : Montmarault, Commentry, Saint-Pourçain-sur-Sioule, Saint-Éloy-les-Mines
  - Viaduc du Venant (longueur 340 m) (km 323)
  -  Aires de repos de la Bouble (sens  Orléans-Clermont),  de Chantelle-en-Bourbonnais (sens Clermont-Orléans)
  - Col de Naves (altitude 330 m), commune de Naves (km 340-341)
  - Passage sur la Sioule, entre Saint-Bonnet-de-Rochefort et Bègues (km 347)
- Échangeur entre A719 et A71 à 252 km : Ébreuil, Vichy, Gannat, Saint-Pourçain-sur-Sioule (km 350)

Passage du département de l'Allier à celui du Puy-de-Dôme.
- Aire de service des Volcans d'Auvergne (dans les deux sens)
  -  3 voies en direction d'Orléans, Paris
- 12.1 Combronde à 263 km : Combronde, Saint-Éloy-les-Mines (km 361)
- Échangeur entre A71 et A89 Ouest à 266 km : Bordeaux, Limoges (km 364)
  -  Aires de repos de Montpertuis (sens  Orléans-Clermont),  de Pessat-Villeneuve (sens Clermont-Orléans)
- 13 Riom à 276 km : Riom, Volvic, Châtel-Guyon (km 374)
- Péage de Gerzat (ou de Clermont-Barrière) +  14 Gerzat à 282 km : Gerzat, Z. I. Ladoux (entrée sur la partie Est de la rocade de Clermont-Ferrand) (km 380)
  -    2 × 3 voies et limitation à 110 km/h
- Échangeur entre A71 et A89 Est +  15 Clermont-Ferrand - nord (A710) à 287 km :
  - A89 : Lyon, Thiers, Saint-Étienne
  -  15 : Clermont-Ferrand - Quartiers Nord (km 386)
- 16 Clermont-Ferrand - Le Brézet (RM 772) à 289 km  : Clermont-Ferrand - Quartiers Est,  Aulnat,  C.H.R.U (km 389)
- Échangeur entre A71, A75 et A711 à 290 km : vers A89 Lyon, Saint-Étienne, Thiers (km 390).

Au milieu de cet échangeur, l'A71 devient l'A75 qui mène en direction de Montpellier, d'Aurillac, du Puy-en-Velay et qui prolonge l'Est de la rocade de Clermont-Ferrand jusqu'à sa sortie no 2 (km 0 A75).

## Antennes

### Autoroute A710

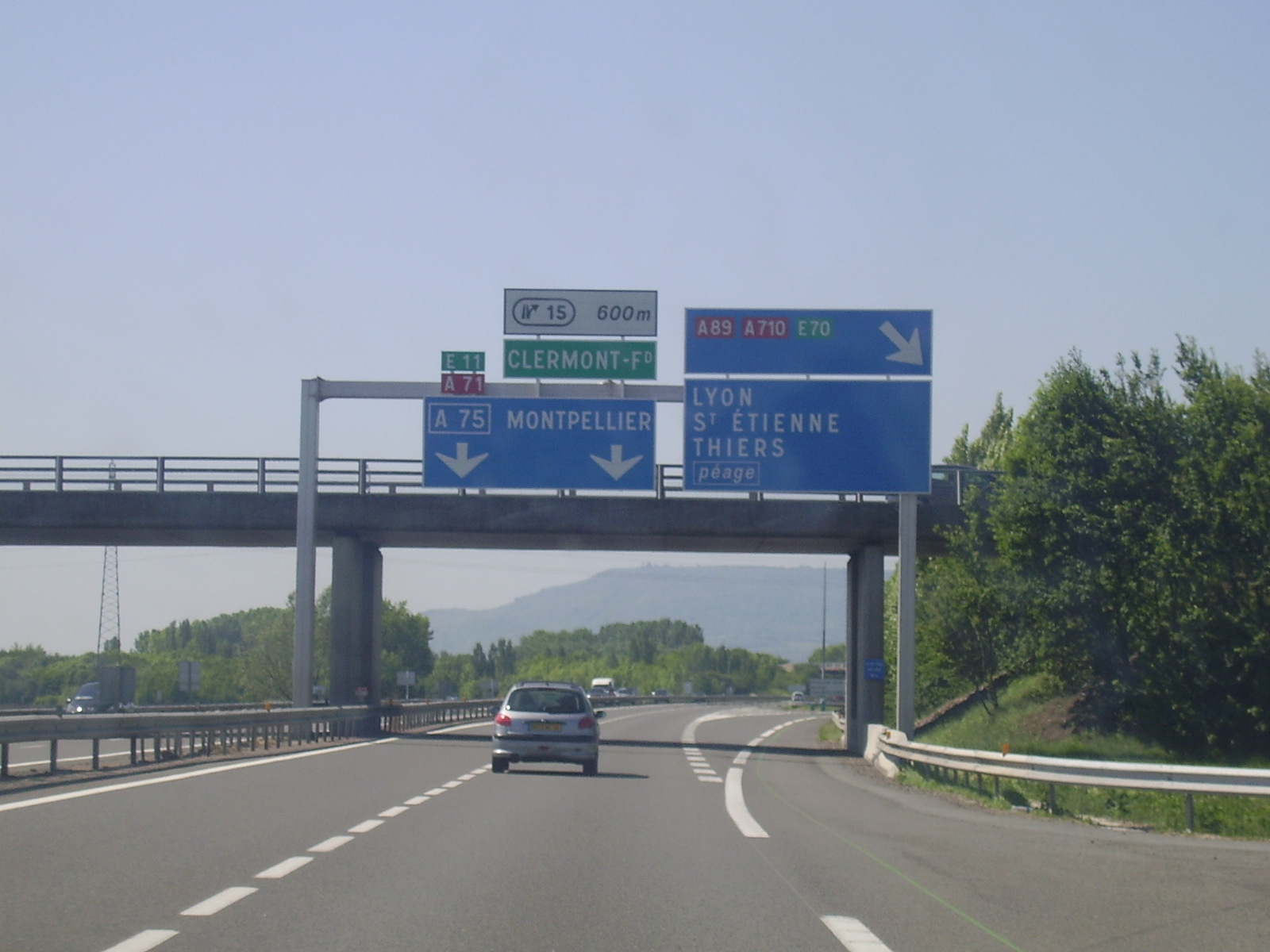
Échangeur entre les autoroutes A71 (vers Montpellier) et A89 (vers Lyon) en mai 2010.

Mise en service en 1998, l'autoroute A710, longue de sept kilomètres, reliait Clermont-Ferrand (au droit de l'échangeur avec l'autoroute A71) à l'autoroute A72 (au droit de la jonction avec l'autoroute A711). Elle a été renommée A89 en 2008.
À l'ouest de la bifurcation, l'A710W dessert les quartiers nord de Clermont-Ferrand. Elle est accessible par la sortie 15 en venant du péage de Gerzat ou directement depuis l'A89 en provenance de Thiers. Elle est ouverte le 29 octobre 1987, en même temps que l'autoroute A71.
Son classement en autoroute s'arrête au droit de l'échangeur avec la route métropolitaine 210, où au-delà, la route devient métropolitaine  (boulevard Edgar-Quinet, RM 69). Elle se raccorde à la RM 2009 (ancienne route nationale 9) au carrefour des Pistes.

### Autoroute A711

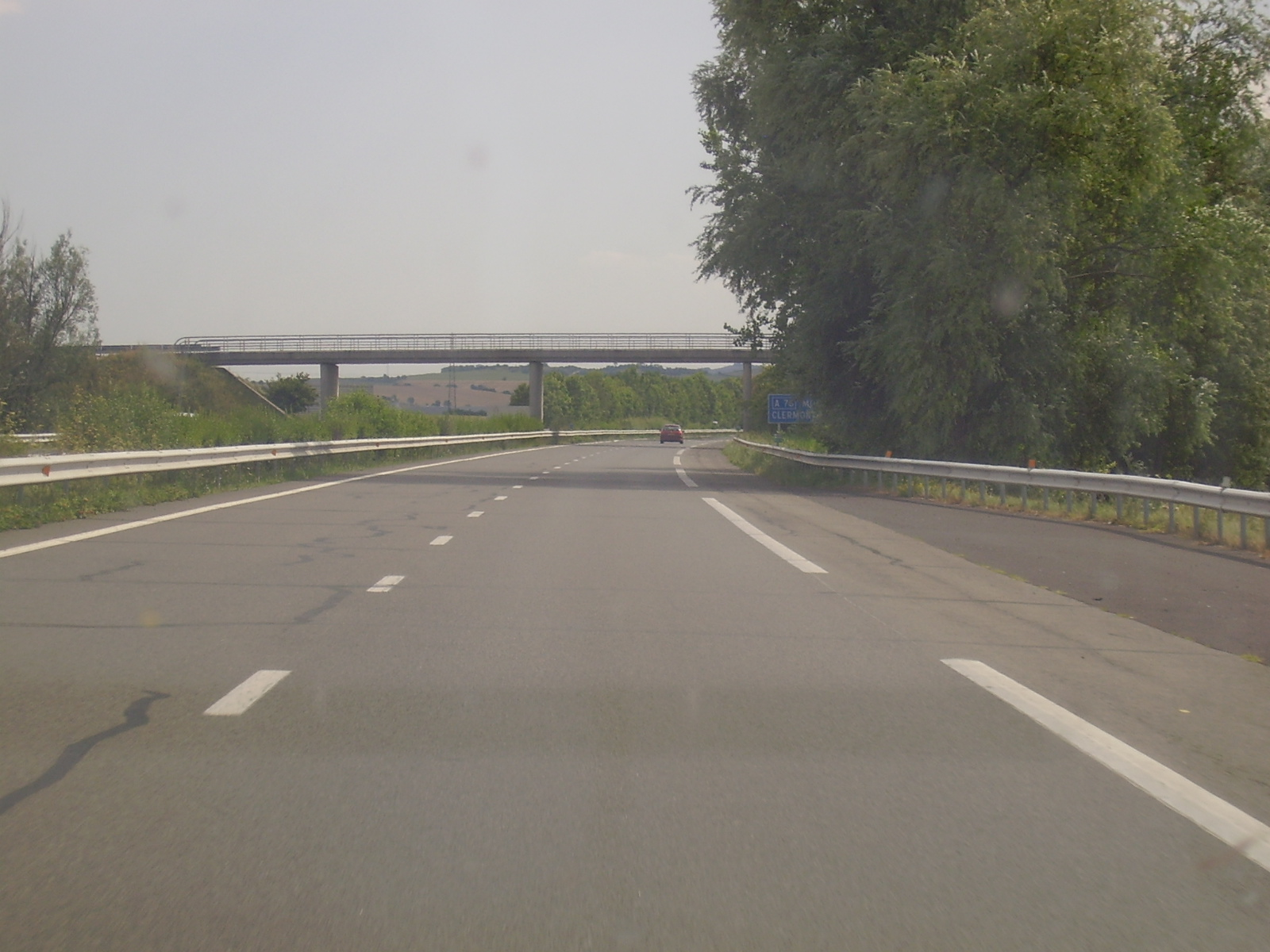
A711 en direction de Clermont-Ferrand en août 2009.

Longue de douze kilomètres, l'autoroute A711 relie Clermont-Ferrand à l'autoroute A89 en direction de Thiers et de Lyon. Une partie de cette autoroute a été classée par mise aux normes autoroutières de la route nationale 89 en 1976 (l'ancienne est déclassée, actuellement RM 766) ; son prolongement vers l'A72, anciennement A720, est mis en service en 1978.
Parcours :
- Continuité de l'avenue de l'Agriculture, à 2 × 2 voies ou 2 × 3 voies
- : Les Ronzières (km 0)
- : Aulnat, Gerzat, Z.I. du Brézet par RM 766 (quart-échangeur sens est-ouest uniquement, km 0,1)
- 1.1 Boulevard Jacques-Bingen : RM 771, ville desservie Clermont-Ferrand Boulevard Jacques-Bingen[Note 3] (km 0,5)
  -  1.1a : Le Brézet, Aéroport d'Aulnat (quart-échangeur sens est-ouest uniquement)
  -  1.1b : La Pardieu, C.H.R.U. (quart-échangeur sens est-ouest uniquement)
- Échangeur entre A75, A71 et A711 (accès vers A75 sens est-ouest uniquement, km 1)
- 1.2 : ville desservie Lempdes ouest (demi-échangeur, sens ouest-est uniquement, km 3)
- 1.3 : Lempdes par RM 766 (demi-échangeur, entrée vers A89 / sortie vers Clermont-Ferrand, km 4,5)
- 1.4 : Pont-du-Château, Dallet, Cournon-d'Auvergne (km 6) par l'autoroute A712
- Échangeur entre A89 et A711 : Jonction (km 12S)

### Autoroute A712

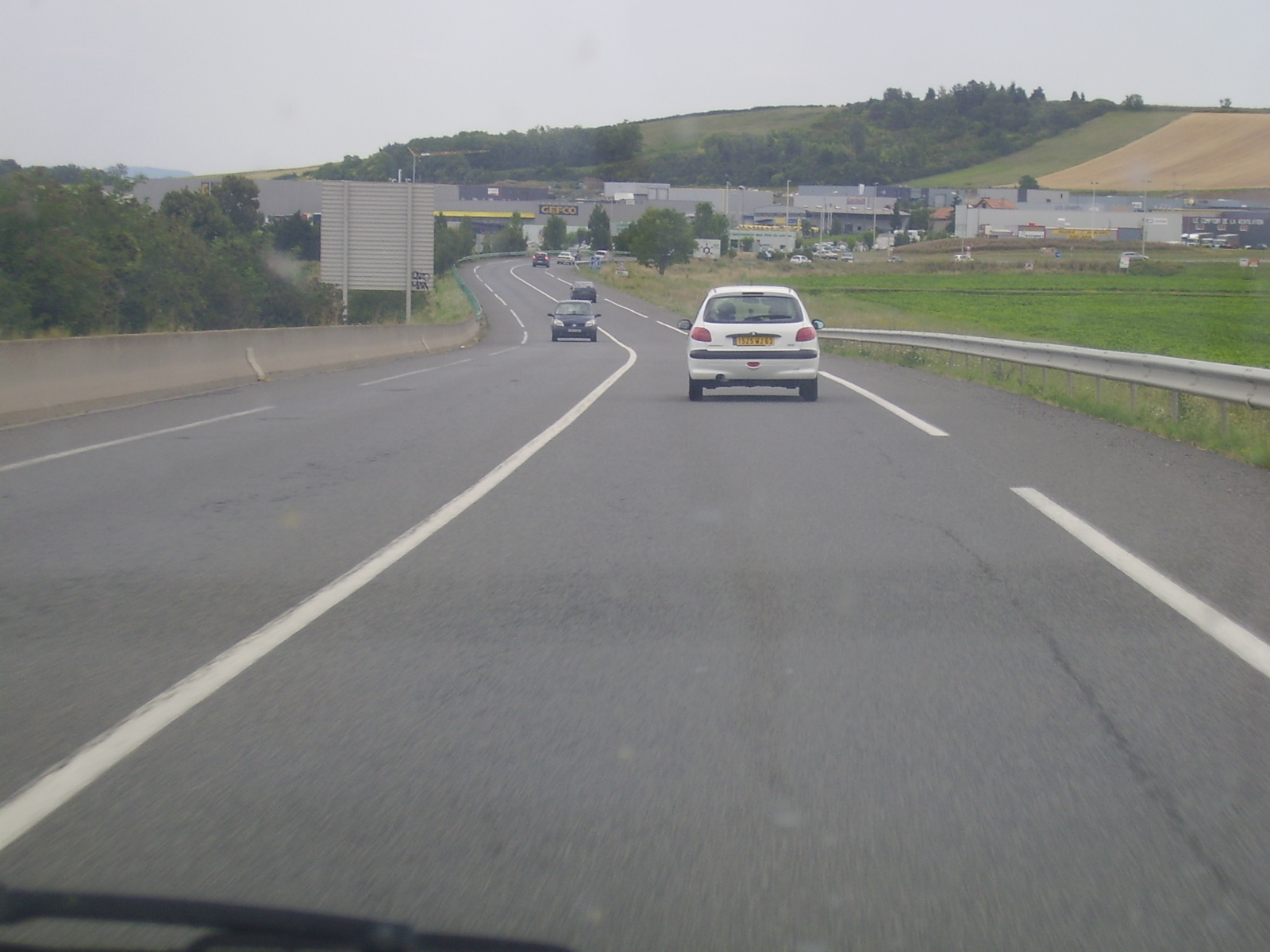
Autoroute A712 en août 2009.

L'autoroute A712 est une bretelle entre l'A711 (sortie 1.4) et le rond-point de Champ-Lamet, à la limite des communes de Lempdes et de Pont-du-Château dans le Puy-de-Dôme. C'est l'une des plus courtes autoroutes de France avec une longueur de un kilomètre.
Bien que classée comme autoroute (bandes d'arrêt d'urgence dans chaque sens de circulation), elle est intégralement à caractéristiques réduites équivalant à une route ordinaire : deux fois une voie sur l'ensemble de son parcours, vitesse limitée à 80 km/h et pas de plots de séparation.

### Autoroute A714
L'autoroute A714 est l'antenne de Montluçon. Elle fait partie de la Route Centre-Europe Atlantique et est concédée à Autoroutes Paris-Rhin-Rhône.
Elle est mise en service en juin 2011 (inauguration le 1er,, mise en service le 29,) par mise aux normes autoroutières d'un tronçon de la route nationale 145 entre l'échangeur 10 de l'autoroute A71 et l'échangeur de Saint-Victor (pont des Nautes) débouchant sur la RD 2144 (ancienne route nationale).
L'autoroute A714 permet une liaison intégralement à deux fois deux voies entre les autoroutes A71 et A20 (une voie supplémentaire pour véhicules lents est créée au niveau de la rampe de Désertines). Elle est aussi libre de péage « pour le trafic local ». La vitesse est limitée à 110 km/h.
D'un coût de 50 millions d'euros, la construction de cette autoroute a été intégralement financée par la société d'autoroutes.
La RN 145 présentait un taux d'accidents supérieur à la moyenne nationale, avec plus de 11 000 véhicules par jour (7 000 au péage de Bizeneuille) dont 30 % de poids lourds. Son réaménagement permet au bassin montluçonnais et à la zone industrielle de la Loue de posséder une connexion routière plus performante, apte à écouler le trafic de la RCEA.[réf. nécessaire]
Parcours :
- Échangeur entre A71 et A714 (km 0)
- Péage de Bizeneuille (km 0,5)
  -  Aires de repos de Bedun (sens  A71 – Montluçon),  des Amarons (sens Montluçon – A71) (km 1)
- 35 : La Croix de Fragne, Bourbon-l'Archambault, Cosne-d'Allier (km 2)
- 36 : Saint-Victor, Désertines, Z.A. Pont des Nautes, Parc Mécatronic (km 9,5)
- Fin d'autoroute et début de route à accès réglementé (N 145) (km 10,4)

### Autoroute A719

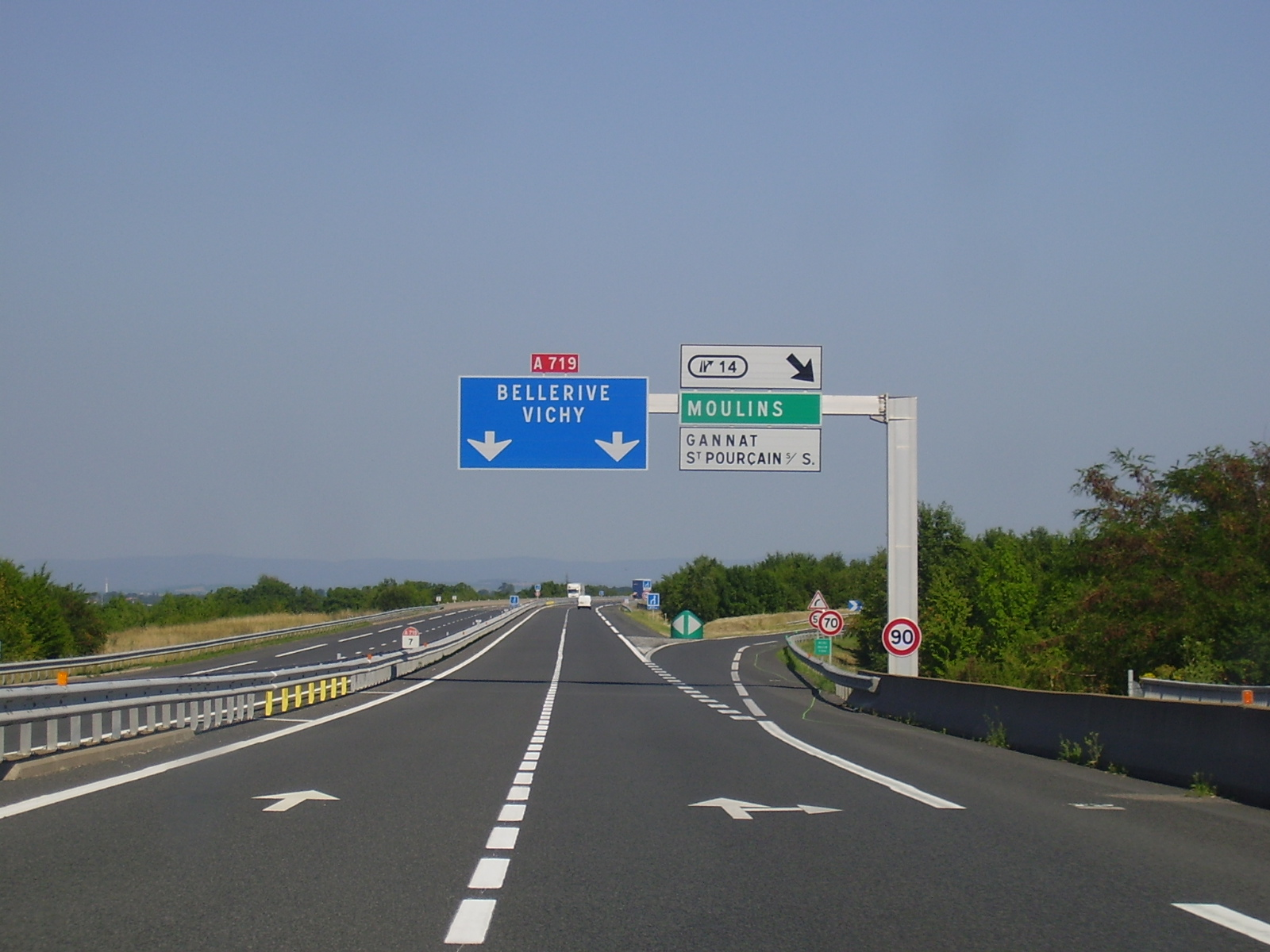
Échangeur 14 en direction de Gannat en juillet 2009.

L'autoroute A719 relie l'A71, à l'ouest de Gannat, à Espinasse-Vozelle, aux portes de Vichy, depuis le 12 janvier 2015.
D'abord prévue pour contourner Gannat, le prolongement de l'autoroute A719, long de 14 km, a été déclaré d'utilité publique le 16 août 2011, afin d'améliorer la desserte de Vichy. Sa mise en service intervient avant celle des contournements sud-ouest (en service) et nord-ouest (en projet).
Parcours :
- Échangeur entre A71 et A719
- Péage de Gannat
- 13 : Ébreuil
- 14 : Saint-Pourçain-sur-Sioule, Gannat-centre (quartiers nord)
- 15 : Gannat-sud, Bellerive-sur-Allier et Vichy par la RD 2209, ancienne route nationale
- Péage de Vichy
- Fin d'autoroute sur un carrefour giratoire

### RN 271
La RN 271 correspondait à un ancien terminus de l'A71 ; elle a ouvert peu avant la section terminale, début 1980. Elle reliait l'A71 (sortie 2) à la RN 20 au sud d'Orléans.

### RN 371
La RN 371 reliait Montluçon à Montmarault en reprenant un tronçon de l'ancienne RN 145 qui continuait alors vers l'échangeur 10 de l'autoroute. Elle est devenue RD 2371.

## Sites remarquables

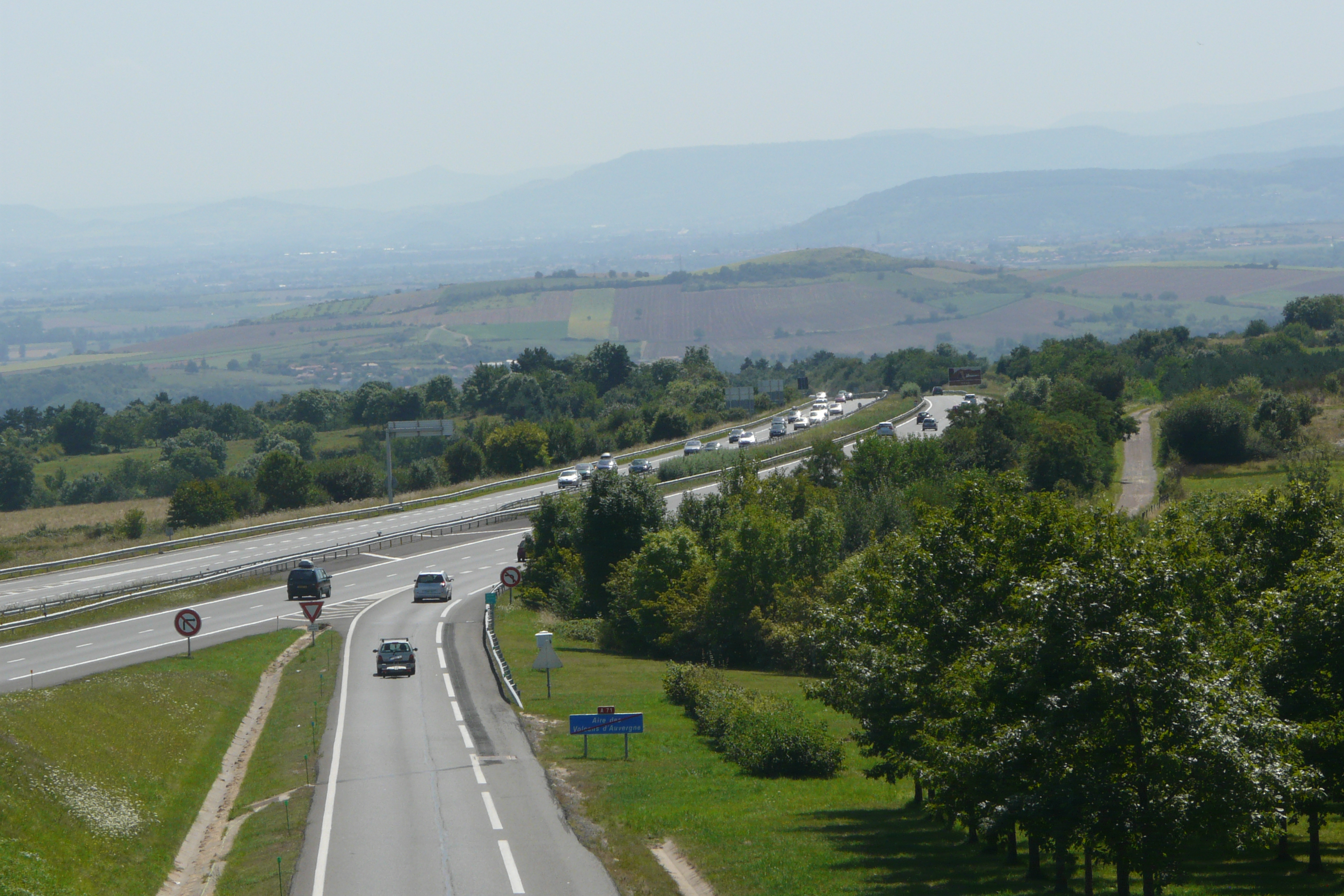
L'A71, vue depuis l'aire des Volcans d'Auvergne, en direction de Clermont-Ferrand.

La liste ci-dessous répertorie les sites remarquables dans un rayon maximal de quinze à trente kilomètres autour de l'autoroute.
- Par la sortie 1 : pont de l'Europe, sur la Loire, en amont de l'autoroute et la cathédrale Sainte-Croix d'Orléans.
- Par la sortie 3 : château de la Ferté et les églises typiquement solognotes.
- Par la sortie 4 : chemin de fer touristique Salbris – Romorantin-Lanthenay.
- Chaussée de César, une aire de repos porte ce nom dans le sens Clermont-Ferrand – Orléans.
- Par la sortie 7 : le palais Jacques-Cœur, printemps de la chanson et la cathédrale Saint-Étienne de Bourges.
- Par la sortie 8 : monument du centre de la France à Bruère-Allichamps, sur la RD 2144. Une aire de service (Aire du Centre de la France) porte ce nom dans le sens Clermont-Ferrand – Orléans. Saint-Amand-Montrond, Cité de l'or (artisanat du bijou et joaillerie).
- Par la sortie 9 : forêt de Tronçais, forêt des chênes centenaires (futaie Colbert).
- Bocage bourbonnais.
- Par l'échangeur A714 : Montluçon (château des ducs de Bourbon, ville d'art) – Commentry – Néris-les-Bains (station thermale).
- Par la sortie 11 : Moulins (Ville d'art et d'histoire, Centre national du costume de scène), Saint-Pourçain-sur-Sioule (vignoble AOC).
- Par l'échangeur A719 : les gorges de la Sioule, Ébreuil, Paléopolis, Vichy (par RD 2209 ex-RN 209) à 25 km : grande cité thermale et commerçante, parcs d'Allier, courses hippiques, grands hôtels et palaces, opéra.
- Aire de service des Volcans d'Auvergne avec vente de produits régionaux, à l'entrée du département du Puy-de-Dôme, vue sur la chaîne des Puys.
- Par la sortie 13 : Châtel-Guyon (station thermale) et Volvic (production d'eau).
- Clermont-Ferrand et Montferrand : la cathédrale Notre-Dame-de-l'Assomption de Clermont.

### Ouvrages d'art
- Pont de l'A71 sur la Loire.
- Viaduc du Venant (longueur 340 m) (km 323).

### Cols traversés

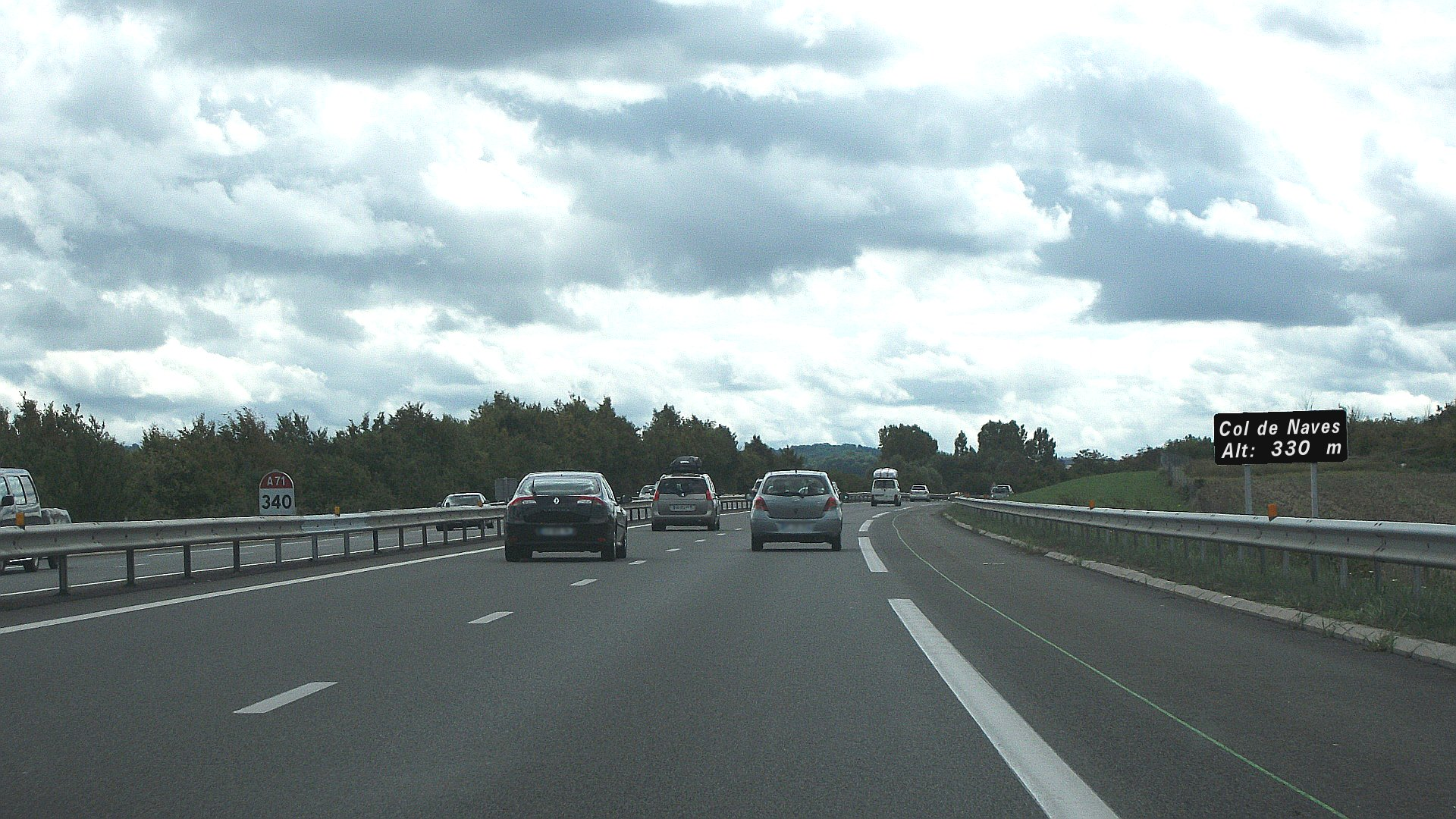
Col de Naves en direction de Clermont-Ferrand en août 2011.

- Col de Naves (altitude 330 m), commune de Naves (km 340,5).

## Lieux sensibles
- Dans le département de l'Allier : nombreuses pentes comme avant la sortie 9 vers Orléans, la « montée de la Sioule » à 6 % avant l'échangeur de l'A719, la rampe de Gannat sur l'A719 avec une pente à 5 %, ou la « montée des Volcans » entre Combronde et l'aire des volcans d'Auvergne sur l'A71.
- Bouchons au péage de Gerzat en période de vacances. Un élargissement en 2007 a permis de réduire les bouchons (4 km contre 19 km en 2006)[29], puis à nouveau en 2014 dans le cadre des travaux de l'élargissement de l'A71[10].
- À Clermont-Ferrand, bouchons fréquents aux heures de sortie de bureau.